# Persone di cognome Williams/Cestisti
| Questa pagina contiene informazioni ricavate automaticamente dalle voci biografiche con l'ausilio del template Bio e di un bot. L'aggiornamento è periodico e automatico e ricostruisce completamente la pagina. Se manca una persona in questa lista, sei pregato di non aggiungerla, ma accertati piuttosto che la sua voce biografica contenga il template Bio e che i dati anagrafici siano correttamente compilati. Se il template Bio manca, inseriscilo tu stesso o, in alternativa, metti l'avviso {{tmp\|Bio}} che ne segnala la mancanza. Se i dati riportati sono sbagliati, correggi direttamente la voce biografica; le modifiche saranno visibili in questa lista entro pochi giorni. Per chiarimenti vedi il progetto antroponimi. La lista contiene solo le 128 persone che sono citate nell'enciclopedia e per le quali è stato implementato correttamente il template Bio. Pagina aggiornata al 7 giu 2025. |

Questa è una lista di persone presenti nell'enciclopedia che hanno il cognome Williams e sono cestisti.

## A(7)
- Al Williams, cestista statunitense (Peoria, n. 1948 - † 2007)
- Alvin Williams, ex cestista e allenatore di pallacanestro statunitense (Filadelfia, n. 1974)
- Art Williams, cestista statunitense (Bonham, n. 1939 - San Diego, † 2018)
- Aaron Williams, ex cestista statunitense (Evanston, n. 1971)
- Akeem Williams, ex cestista statunitense (Brockton, n. 1991)
- Alondes Williams, cestista statunitense (Milwaukee, n. 1999)
- Antwine Williams, ex cestista statunitense (Seattle, n. 1975)

## B(6)
- Bernie Williams, cestista statunitense (Washington, n. 1945 - † 2003)
- Tony Williams, ex cestista statunitense (Louisville, n. 1978)
- Billy Williams, ex cestista statunitense (New York, n. 1958)
- Brandon Williams, ex cestista e dirigente sportivo statunitense (Collinston, n. 1975)
- Brandon Williams, cestista statunitense (Encino, n. 1999)
- Bryson Williams, cestista statunitense (Fresno, n. 1998)

## C(9)
- Buck Williams, ex cestista e allenatore di pallacanestro statunitense (Rocky Mount, n. 1960)
- Charlie Williams, ex cestista statunitense (Colorado Springs, n. 1943)
- Chris Williams, cestista statunitense (Birmingham, n. 1980 - Birmingham, † 2017)
- Chuckie Williams, ex cestista statunitense (Columbus, n. 1953)
- Cliff Williams, ex cestista statunitense (Detroit, n. 1945)
- Cecil Williams, cestista statunitense (Columbia, n. 1995)
- Cody Williams, cestista statunitense (San Luis Obispo, n. 2004)
- Corey Williams, ex cestista e allenatore di pallacanestro statunitense (Twiggs, n. 1970)
- Coron Williams, ex cestista statunitense (Vicenza, n. 1989)

## D(10)
- Dave Williams, cestista statunitense (Auburn, n. 1913 - Mount Dora, † 1983)
- Duck Williams, ex cestista statunitense (Demopolis, n. 1956)
- Damon Williams, ex cestista e allenatore di pallacanestro statunitense (Seattle, n. 1973)
- Darrell Williams, ex cestista statunitense (Chicago, n. 1989)
- Deane Williams, cestista britannico (Bath, n. 1996)
- Deron Williams, ex cestista statunitense (Parkersburg, n. 1984)
- Derrick Williams, cestista statunitense (La Mirada, n. 1991)
- Devin Williams, cestista statunitense (Cincinnati, n. 1994)
- Donald Williams, ex cestista e allenatore di pallacanestro statunitense (Garner, n. 1973)
- Donovan Williams, cestista statunitense (Houston, n. 2001)

## E(7)
- Chuck Williams, ex cestista statunitense (Boulder, n. 1946)
- Earl Williams, ex cestista statunitense (Levittown, n. 1951)
- Eric Williams, ex cestista statunitense (Newark, n. 1972)
- Gene Williams, ex cestista statunitense (San Francisco, n. 1947)
- Elliot Williams, ex cestista statunitense (Memphis, n. 1989)
- Eric Williams, ex cestista statunitense (Francoforte sul Meno, n. 1984)
- Ezra Williams, ex cestista statunitense (Marietta, n. 1980)

## F(2)
- Frank Williams, ex cestista statunitense (Peoria, n. 1980)
- Fred Williams, ex cestista e allenatore di pallacanestro statunitense (Inglewood, n. 1957)

## G(5)
- Gary Williams, ex cestista e allenatore di pallacanestro statunitense (Collingswood, n. 1945)
- George Williams, ex cestista statunitense (Monroe, n. 1981)
- Grant Williams, cestista statunitense (Houston, n. 1998)
- Gus Williams, cestista statunitense (Mount Vernon, n. 1953 - † 2025)
- Guy Williams, ex cestista statunitense (Los Angeles, n. 1960)

## H(5)
- Hank Williams, ex cestista statunitense (Norristown, n. 1952)
- Herb Williams, ex cestista e allenatore di pallacanestro statunitense (Columbus, n. 1958)
- Howie Williams, cestista statunitense (New Ross, n. 1927 - Phoenix, † 2004)
- Harper Williams, ex cestista e dirigente sportivo statunitense (Bridgeport, n. 1971)
- Henry Williams, cestista statunitense (Indianapolis, n. 1970 - Charlotte, † 2018)

## I(1)
- Isaiah Williams, cestista statunitense (Newark, n. 1992)

## J(15)
- Fly Williams, ex cestista statunitense (Brooklyn, n. 1953)
- Hot Rod Williams, cestista statunitense (Sorrento, n. 1962 - Baton Rouge, † 2015)
- Jason Williams, ex cestista statunitense (Belle, n. 1975)
- Jason Williams, ex cestista statunitense (New Orleans, n. 1983)
- Jay Williams, ex cestista statunitense (Plainfield, n. 1981)
- JaCorey Williams, cestista statunitense (Birmingham, n. 1994)
- Jalen Williams, cestista statunitense (Denver, n. 2001)
- Jawad Williams, ex cestista statunitense (Lakewood, n. 1983)
- Jaylin Williams, cestista statunitense (Fort Smith, n. 2002)
- Jayson Williams, ex cestista statunitense (Ritter, n. 1968)
- Jerome Williams, ex cestista statunitense (Washington, n. 1973)
- John Williams, ex cestista statunitense (Los Angeles, n. 1966)
- Jonathan Williams, cestista statunitense (Farmington, n. 1995)
- Jordan Williams, ex cestista statunitense (Torrington, n. 1990)
- Justin Williams, cestista statunitense (Chicago, n. 1984)

## K(6)
- Kenny Williams, ex cestista statunitense (Elizabeth City, n. 1969)
- Kaylon Williams, ex cestista statunitense (Cedar Rapids, n. 1989)
- Kelly Williams, cestista statunitense (Detroit, n. 1982)
- Kendall Williams, ex cestista statunitense (Upland, n. 1991)
- Kenrich Williams, cestista statunitense (Waco, n. 1994)
- Kevin Williams, ex cestista statunitense (New York, n. 1961)

## L(7)
- L.D. Williams, ex cestista e allenatore di pallacanestro statunitense (McKeesport, n. 1988)
- Lou Williams, ex cestista statunitense (Memphis, n. 1986)
- Lance Williams, ex cestista statunitense (Chicago, n. 1980)
- Latavious Williams, cestista statunitense (Starkville, n. 1989)
- Leon Williams, cestista olandese (Amersfoort, n. 1991)
- Lorenzo Williams, ex cestista statunitense (Ocala, n. 1969)
- Lorenzo Williams, ex cestista statunitense (Killeen, n. 1984)

## M(12)
- Marcus Williams, ex cestista statunitense (Los Angeles, n. 1985)
- Marcus Williams, ex cestista statunitense (Seattle, n. 1986)
- Matt Williams, cestista statunitense (Orlando, n. 1993)
- Mike Williams, ex cestista statunitense (Ellington, n. 1982)
- Mike Williams, ex cestista statunitense (Chicago, n. 1963)
- Mike Williams, cestista statunitense (Van Nuys, n. 1991)
- Milt Williams, ex cestista statunitense (Seattle, n. 1945)
- Malik Williams, cestista statunitense (Fort Wayne, n. 1998)
- Mark Williams, cestista statunitense (Norfolk, n. 2001)
- Max Williams, ex cestista, allenatore di pallacanestro e dirigente sportivo statunitense (Avoca, n. 1938)
- Michael Williams, ex cestista statunitense (Kalamazoo, n. 1972)
- Micheal Williams, ex cestista statunitense (Dallas, n. 1966)

## N(2)
- Nate Williams, ex cestista statunitense (Columbia, n. 1950)
- Nyika Williams, cestista sanvincentino (Kingstown, n. 1987)

## P(3)
- Patrick Williams, cestista statunitense (Charlotte, n. 2001)
- Pendarvis Williams, cestista statunitense (Filadelfia, n. 1991)
- Prince Williams, cestista statunitense (Raleigh, n. 1992)

## R(10)
- Blake Williams, cestista statunitense (Stonewall County, n. 1924 - Fort Collins, † 2003)
- Bob Williams, cestista statunitense (Pensacola, n. 1931 - Rosemount, † 2021)
- Jarvis Williams, cestista statunitense (Macon, n. 1993)
- Pete Williams, ex cestista statunitense (Los Angeles, n. 1963)
- Richie Williams, cestista statunitense (San Diego, n. 1987)
- Rickey Williams, ex cestista statunitense (Buffalo, n. 1957)
- Rob Williams, cestista statunitense (Houston, n. 1961 - Katy, † 2014)
- Ron Williams, cestista e allenatore di pallacanestro statunitense (Weirton, n. 1944 - San Jose, † 2004)
- Reggie Williams, ex cestista e allenatore di pallacanestro statunitense (Baltimora, n. 1964)
- Roy Williams, cestista canadese (Winnipeg, n. 1927 - West Vancouver, † 2020)

## S(8)
- Sam Williams, ex cestista statunitense (Detroit, n. 1945)
- Sam Williams, ex cestista statunitense (Los Angeles, n. 1959)
- Sly Williams, ex cestista statunitense (New Haven, n. 1958)
- Scott Williams, ex cestista e allenatore di pallacanestro statunitense (Hacienda Heights, n. 1968)
- Sean Williams, ex cestista statunitense (Houston, n. 1986)
- Shammond Williams, ex cestista statunitense (New York, n. 1975)
- Shawne Williams, ex cestista statunitense (Memphis, n. 1986)
- Shelden Williams, ex cestista e allenatore di pallacanestro statunitense (Oklahoma City, n. 1983)

## T(8)
- Ray Williams, cestista statunitense (Mount Vernon, n. 1954 - New York, † 2013)
- Tarvis Williams, ex cestista statunitense (Maysville, n. 1978)
- Terrence Williams, ex cestista statunitense (Seattle, n. 1987)
- T.J. Williams, cestista statunitense (Pflugerville, n. 1994)
- Travante Williams, cestista statunitense (Anchorage, n. 1993)
- Travis Williams, ex cestista statunitense (Columbia, n. 1969)
- Trevion Williams, cestista statunitense (Chicago, n. 2000)
- Troy Williams, cestista statunitense (Hampton, n. 1994)

## V(1)
- Vince Williams, cestista statunitense (Toledo, n. 2000)

## W(4)
- Walt Williams, ex cestista statunitense (Washington, n. 1970)
- Ward Williams, cestista statunitense (Colfax, n. 1923 - Greenville, † 2005)
- C.J. Williams, cestista statunitense (Fayetteville, n. 1990)
- Willie Williams, ex cestista statunitense (Miami, n. 1946)